# Брембате
Брембате (італ. Brembate) — муніципалітет в Італії, у регіоні Ломбардія, провінція Бергамо.
Брембате розташоване на відстані близько 480 км на північний захід від Рима, 32 км на північний схід від Мілана, 15 км на південний захід від Бергамо.
Населення — 8606 осіб (2014).

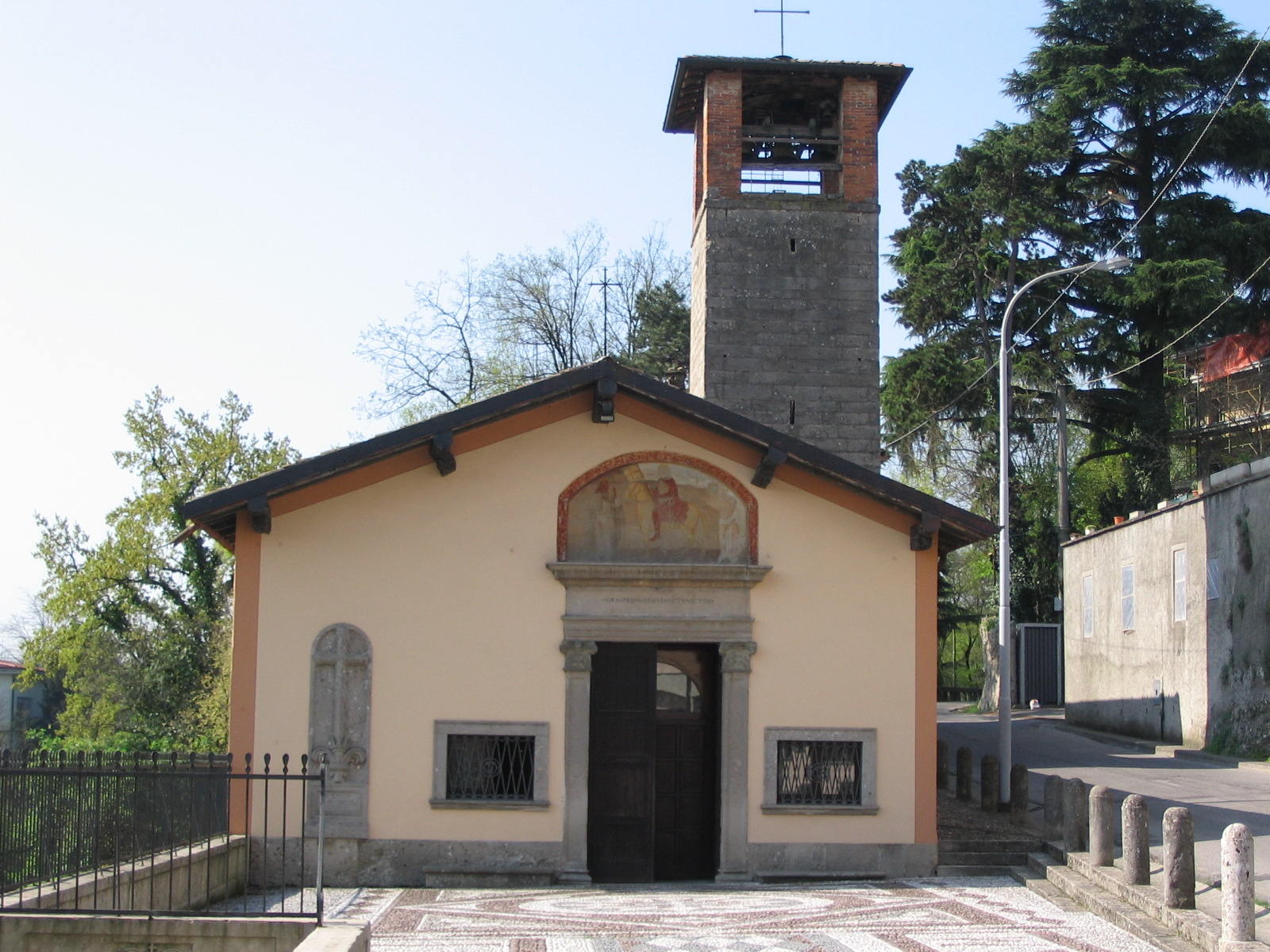

Щорічний фестиваль відбувається 15 лютого. Покровитель — Santi Faustino e Giovita.

## Демографія
Населення за роками:

Станом на 1 січня 2023 року в муніципалітеті офіційно проживало 1066 іноземців з 46 країн, серед них 268 громадян країн Євросоюзу та 40 громадян України.

## Сусідні муніципалітети
- Больтієре
- Каноніка-д'Адда
- Капріате-Сан-Джервазіо
- Філаго
- Озіо-Сотто
- Понтіроло-Нуово